# Мадсен (зенитная пушка)
20-мм зенитная пушка Madsen M/38 — автоматическая зенитная пушка, производившаяся датской компанией Dansk Industri Syndikat (DISA). Madsen был основным зенитным орудием датской армии и флота. Орудие экспортировалось во многие страны мира из-за его многофункциональности. Пушки производились на заводе DISA в Херлеве недалеко от Копенгагена. Орудие снабжалось несколькими различными типами креплений, что позволяло использовать его в различных целях, таких как противовоздушная или противотанковая оборона либо на военных кораблях.

## Разработка и устройство
20-мм зенитная пушка Мадсен конструктивно повторяло механику выпускавшегося с 1902 года ручного пулемёта, то есть, автоматика с коротким откатом ствола и та же схема запирания патрона. Главным отличием от пулемёта было применение мощного гидравлического буфера в задней части, заменившего механический пружинный, для гашения отдачи специально разработанного патрона 20×120 мм. Новый патрон был специально разработан с прицелом на унификацию оружия для разных целей, в том числе, для борьбы с бронетехникой. Изначально орудие позиционировалось как авиационное, но с оговоркой, что его применение оптимально для крыльевой установки или на подвижных турелях. Расположение в двигателях между цилиндрами не рекомендовалось именно ввиду мощности боеприпаса. Считалось что снаряд с высокой начальной скоростью может привести к чрезмерным вибрациям системы, что в свою очередь, может повлечь повреждения двигателя самолёта.
После внесения ряда изменений в конструкцию после неудачных испытаний и переориентирования на наземное применение, пушка была запущена в серию в начале 30-х годов под обозначением М1933. Компанией DISA был выпущен рекламный буклет за авторством полковника датской армии Халвора Йессена «Стандарты автоматического оружия в современной войне», в котором предлагались несколько видов исполнения орудия Мадсен с базовой скорострельностью в 180 выстр/мин.:
1) Полевой лафет по типу упрощённого артиллерийского, на низких колесах, с раздвижными станинами и откидными сошниками. Лафет рассчитывался на гужевую тягу, перевозку на вьюках, перекатывание или переноску вручную (по частям);
2) Массивный треножный станок M1937 с отделяемым колесным ходом. С использованием дополнительной стойки возможна была зенитная стрельба. В таком варианте оружие обычно именовали «лёгкой универсальной пушкой»;

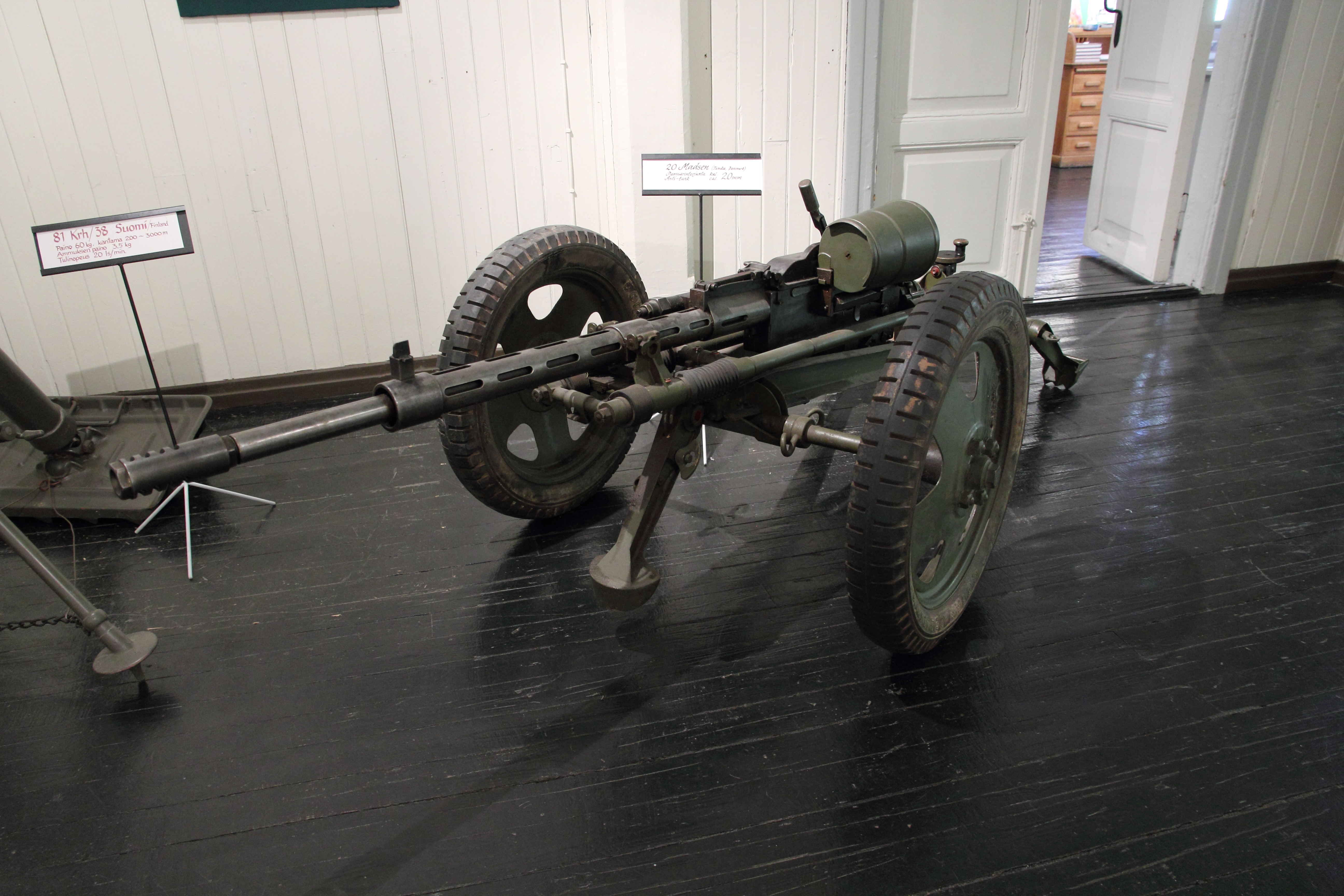
Madsen на противотанковом лафете.

3) Двуногая сошка в сочетании с регулируемой задней опорой и съёмным плечевым упором. Такой вариант назывался «тяжелым противотанковым ружьём», огонь из него рекомендовалось вести одиночными выстрелами. Для «противотанкового ружья» оружие оказалось громоздким и недостаточно метким;
4) Карданная установка для использования в качестве казематной или корабельной пушки. 20-мм «Мадсен» M1933 ставили и на мотоцикл — для использования в моторизованных частях, и на буксируемый четырёхопорный зенитный лафет — для подразделений ПВО.
В середине 1930-х годов была разработана модель под 23-мм снаряд. Новая версия внешне не отличалась от оригинала, при этом масса орудия уменьшалась до 53 кг против 55 у 20-мм. Во избежание существенной переделки сложного подающего механизма при разработке патрона его общая длина была сохранена одинаковой с 20-мм 20х120, правда пришлось уменьшить гильзу.

## Пользователи
- Аргентина
- Бельгия
- Бразилия
- Болгария
- Китайская Республика
- Колумбия
- Чехословакия
- Дания
- Эстония
- Финляндия
- Франция
- нацистская Германия
- Венгрия
- Ирландия
- Иран
- Италия
- Норвегия
- Парагвай
- Польша (только тестирование)
- Португалия
- Испания
- Швеция[1]